# Filippo Volandri
Filippo Volandri (1981. szeptember 5. –) olasz hivatásos teniszező. Legjobb eredményeit salakos tornákon érte el, eddig két ATP tornát nyert összesen. A 2007-es római Masters-tornán, hazai pályán szabadkártyát kapva, az elődöntőig menetelt, legyőzve többek között a világelső Roger Federert is, ahol végül Fernando González verte meg.

## ATP döntői

### Egyéni

#### Győzelmei (2)
| Tornagyőzelmek (Egyéni) |
| Grand Slam (0)          |
| Tennis Masters Cup (0)  |
| ATP Masters Series (0)  |
| ATP Tour (2)            |

| No. | Dátum                | Helyszín             | Borítás | Ellenfél a döntőben | Eredmény a döntőben |
| 1.  | 2004. május 17.      | St. Pölten, Ausztria | Salak   | Xavier Malisse      | 6–1 6–4             |
| 2.  | 2006. szeptember 25. | Palermo, Olaszország | Salak   | Nicolás Lapentti    | 5–7 6–1 6–3         |

#### Elvesztett döntői (6)
| No. | Dátum                | Helyszín                | Borítás | Ellenfél a döntőben | Eredmény a döntőben |
| 1.  | 2003. július 27.     | Umag, Horvátország      | Salak   | Carlos Moyà         | 4-6 6-3 5-7         |
| 2.  | 2004. július 25.     | Umag, Horvátország      | Salak   | Guillermo Cañas     | 5-7 3-6             |
| 3.  | 2004. október 3.     | Palermo, Olaszország    | Salak   | Tomáš Berdych       | 3-6 3-6             |
| 4.  | 2005. október 2.     | Palermo, Olaszország    | Salak   | Igor Andrejev       | 6-0 1-6 3-6         |
| 5.  | 2006. február 19.    | Buenos Aires, Argentína | Salak   | Carlos Moyà         | 6-76 4-6            |
| 6.  | 2006. szeptember 17. | Bukarest, Románia       | Salak   | Jürgen Melzer       | 1-6 5-7             |